# 슬루율
슬루율(slew rate)은 출력 전압의 최대 변화율을 말한다. Amp의 경우 Feedback System에서 입력 변화가 매우커서 Amp가 Linear 영역을 벗어나는 경우 발생한다.
S.R = dvout/dt 로서 amp에서는 Load가 cap이 되므로, I/C 가 된다.
I는 입력단 전류, C는 1stage amp에서는 output load cap이 된다. 2stage amp에서는 SR 개선을 위한 구조 변경이 없는한, I는 stage 입력단 전류, C는 안정도 보상을 위한 compensation cap이 된다.